# 米列羅沃
48°55′N 40°24′E / 48.917°N 40.400°E
米列羅沃（俄语：Ми́ллерово），是俄羅斯羅斯托夫州北部的一個城市，距首府羅斯托夫東北218公里。2002年人口38,498人。
1786年建城，1926年設市。